# Reformerta församlingar i Nederländerna (utanför förbundet)
Reformerta församlingar i Nederländerna (utanför förbundet), Gereformeerde Gemeenten in Nederland (buiten verband), är ett kalvinistiskt trossamfund som bildades av predikanterna J de Groot, A Wink och A van den Berg, sedan den sistnämnde avskedats från sin tjänst inom Gouda-församlingen inom Reformerta församlingar i Nederländerna.
De församlingsmedlemmar i Gouda som stöttade van den Berg lämnade sin kyrkogemenskap, tillsammans med församlingarna i Dinteloord, Nieuwerkerk (Zeeland), Middelburg, Rijssen, Veenendaal och Ijsselmuiden, för att bilda detta nya trossamfund som i dagsläget har omkring 3 000 medlemmar i sju församlingar i Nederländerna.